# Fectola trilamellata
Fectola trilamellata är en snäckart som beskrevs av Frank Climo 1978. Fectola trilamellata ingår i släktet Fectola och familjen Charopidae. Inga underarter finns listade i Catalogue of Life.